# Wilhelmus van Berkel
Wilhelmus Adrianus van Berkel (Tilburg, 5 februari 1869 – Montreux, 11 december 1952) was een Nederlands uitvinder en ondernemer vooral bekend voor de uitvinding van de vleessnijmachine.
Van Berkel was een slager met een passie voor mechanica. Hij wilde een machine maken waarmee hij vlees kon snijden. Na veel pogingen kreeg hij het juiste idee: een draaiend mes dat haaks staat op een mobiele plaat met vlees erop die heen en weer gaat langs het draaiende mes en zo leunend op het vlees plakjes snijdt. Zo werd de mechanische snijmachine uitgevonden. 
Op 12 oktober 1898 richtte Van Berkel de eerste fabriek in Rotterdam op en al in 1899, een jaar na de oprichting levert de Van Berkel's Patent Company Ltd 84 snijmachines. In de daarop volgende jaren verhoogt de productie zeer snel. 
Tijdens de Eerste Wereldoorlog is de productie divers: naast snijmachines, worden er ook handelsweegschalen, draaibanken, mechanische instrumenten in het algemeen en zelfs vliegtuigen geproduceerd.
Wilhelmus van Berkel overleed in 1952 in Zwitserland. Het bedrijf bestaat nog steeds met hoofdzetel in Italië.

## Fotogalerij

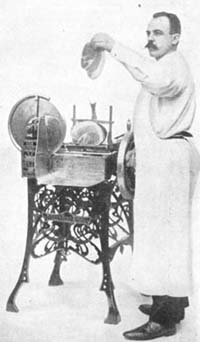
Wilhelmus van Berkel met zijn uitvinding (1898)
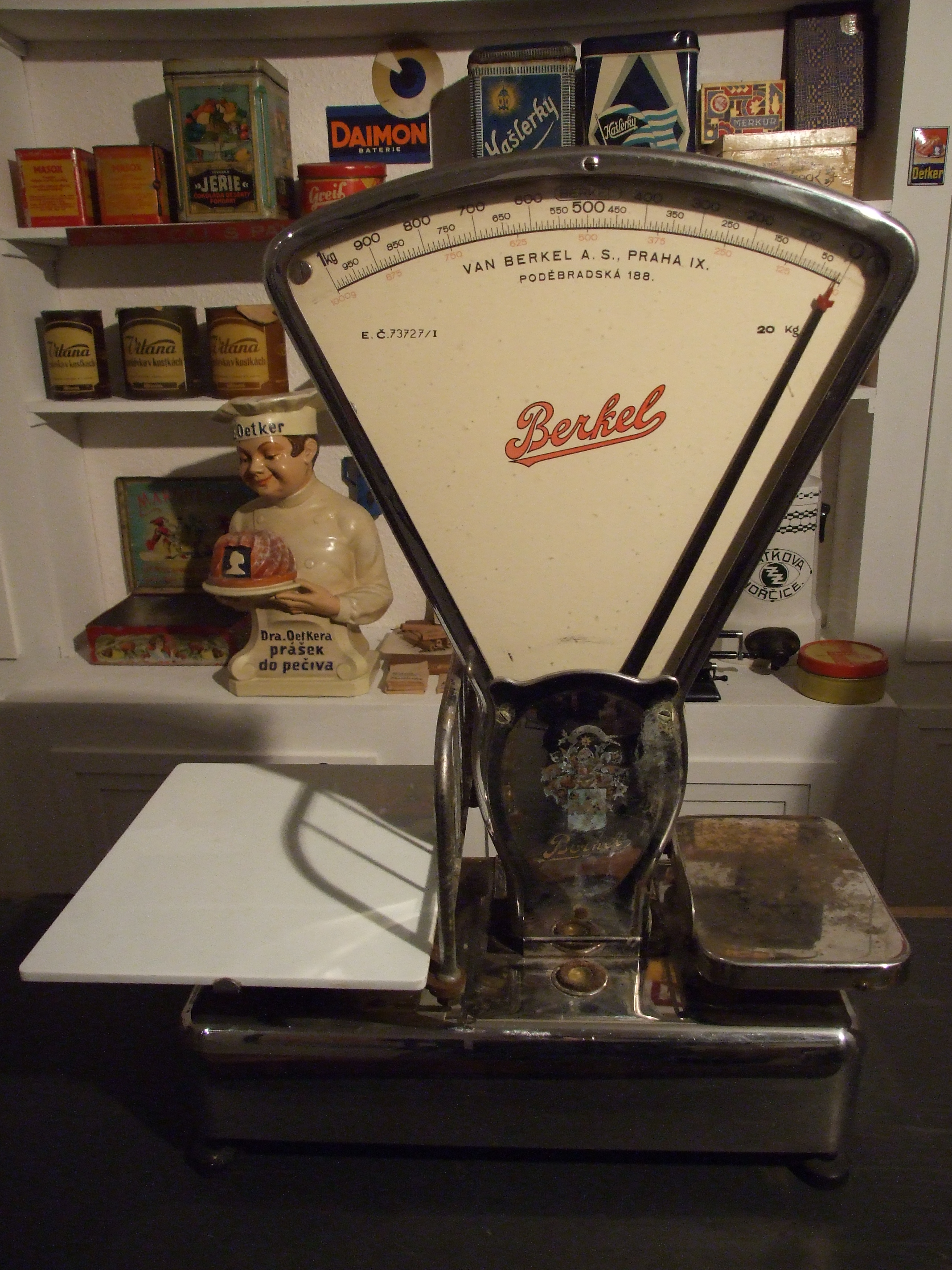
Een antieke Berkelweegschaal tentoongesteld in het Nationaal Museum te Praag
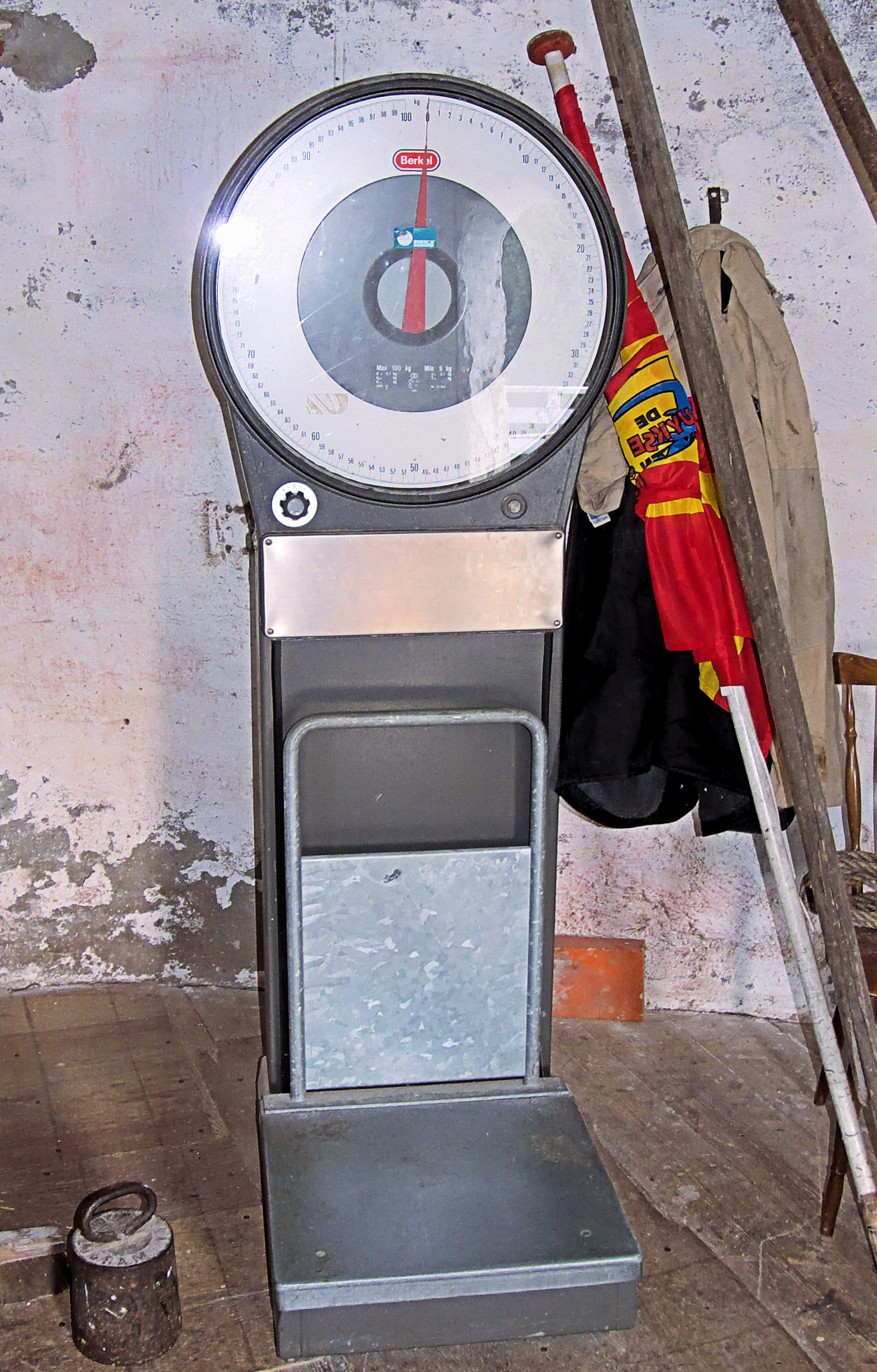
Berkelweegschaal
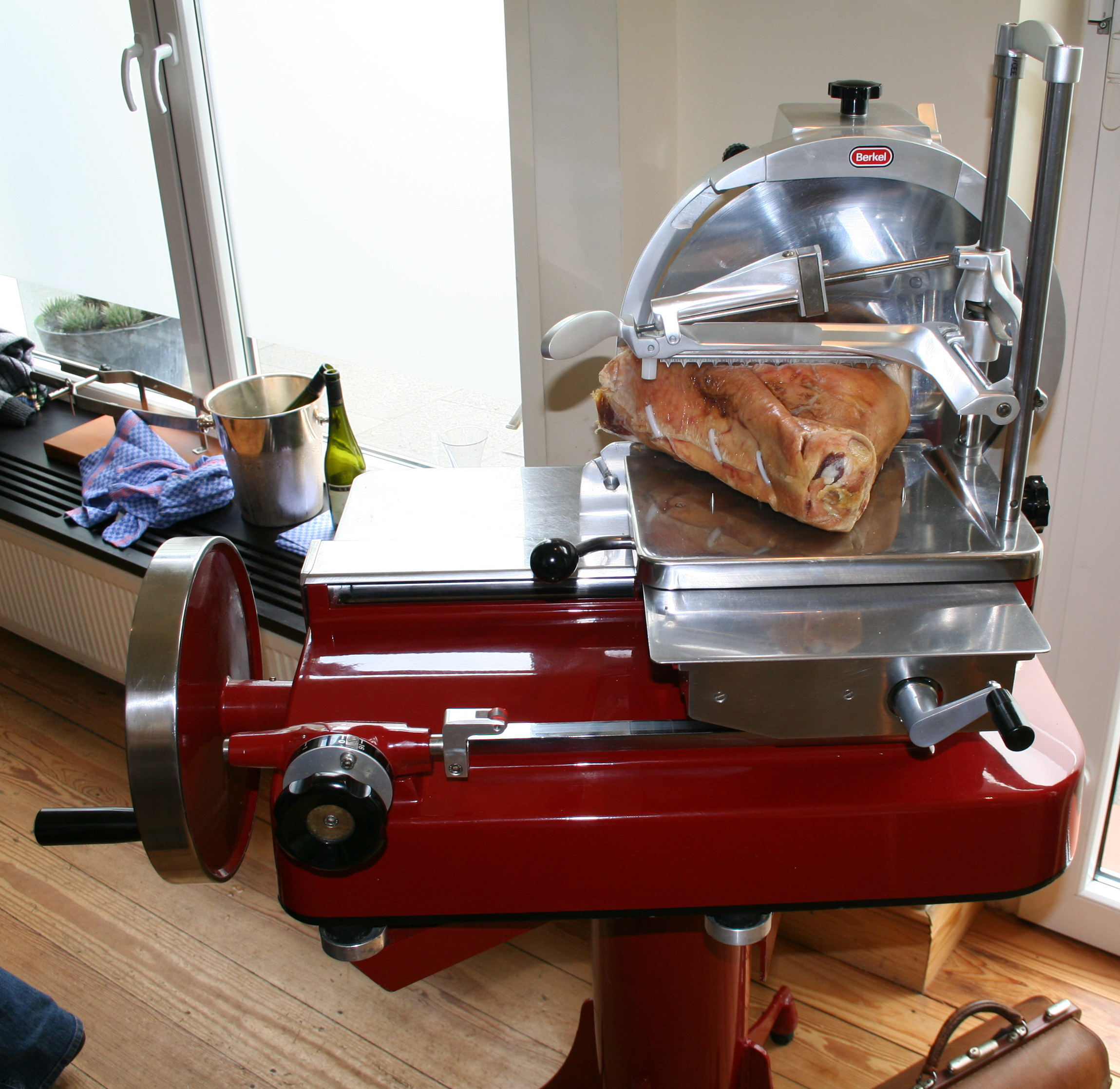
Berkelvleessnijmachine